# Bahnstrecke Bodenwöhr–Rötz
| |                      |                                                               |                                                               |
| Streckennummer: | 5802                 |                                                               |                                                               |
| Kursbuchstrecke: | 423d (1946)          |                                                               |                                                               |
| Streckenlänge: | 28,5 km              |                                                               |                                                               |
| Spurweite: | 1435 mm (Normalspur) |                                                               |                                                               |
| Maximale Neigung: | 25 ‰                 |                                                               |                                                               |
| Minimaler Radius: | 180 m                |                                                               |                                                               |
| |                      |                                                               |                                                               |
| \| \| \| von Furth im Wald \| \| \| \| 0,0 \| Bodenwöhr Nord (bis etwa 1940 Bodenwöhr Bahnhof) \| Bodenwöhr Nord (bis etwa 1940 Bodenwöhr Bahnhof) \| \| \| \| nach Nittenau \| \| \| \| \| nach Schwandorf \| \| \| \| 4,2 \| Erzhäuser \| Erzhäuser \| \| \| 6,7 \| 487 m \| 487 m \| \| \| 7,1 \| Penting \| Penting \| \| \| 10,7 \| Neunburg vorm Wald (bis etwa 1940 Neunburg vorm Wald Bahnhof) \| Neunburg vorm Wald (bis etwa 1940 Neunburg vorm Wald Bahnhof) \| \| \| 11,8 \| Neunburg vorm Wald Ost \| Neunburg vorm Wald Ost \| \| \| 13,7 \| Kröblitz \| Kröblitz \| \| \| 15,9 \| Obermurnthal \| Obermurnthal \| \| \| 17,7 \| Frankenschleife \| Frankenschleife \| \| \| 20,1 \| Eixendorf \| Eixendorf \| \| \| 21,9 \| Seebarn (Oberpf) \| Seebarn (Oberpf) \| \| \| 24,8 \| Hillstett \| Hillstett \| \| \| 28,5 \| Rötz \| Rötz \| |                      |                                                               |                                                               |
| Strecke |                      | von Furth im Wald                                             | von Furth im Wald                                             |
| Bahnhof | 0,0                  | Bodenwöhr Nord (bis etwa 1940 Bodenwöhr Bahnhof)              | Bodenwöhr Nord (bis etwa 1940 Bodenwöhr Bahnhof)              |
| Abzweig geradeaus und nach links |                      | nach Nittenau                                                 | nach Nittenau                                                 |
| Abzweig ehemals geradeaus und nach links |                      | nach Schwandorf                                               | nach Schwandorf                                               |
| Bahnhof (Strecke außer Betrieb) | 4,2                  | Erzhäuser                                                     | Erzhäuser                                                     |
| Kulminations-/Scheitelpunkt (Strecke außer Betrieb) | 6,7                  | 487 m                                                         | 487 m                                                         |
| Bahnhof (Strecke außer Betrieb) | 7,1                  | Penting                                                       | Penting                                                       |
| Bahnhof (Strecke außer Betrieb) | 10,7                 | Neunburg vorm Wald (bis etwa 1940 Neunburg vorm Wald Bahnhof) | Neunburg vorm Wald (bis etwa 1940 Neunburg vorm Wald Bahnhof) |
| Haltepunkt / Haltestelle (Strecke außer Betrieb) | 11,8                 | Neunburg vorm Wald Ost                                        | Neunburg vorm Wald Ost                                        |
| Bahnhof (Strecke außer Betrieb) | 13,7                 | Kröblitz                                                      | Kröblitz                                                      |
| Haltepunkt / Haltestelle (Strecke außer Betrieb) | 15,9                 | Obermurnthal                                                  | Obermurnthal                                                  |
| Bahnhof (Strecke außer Betrieb) | 17,7                 | Frankenschleife                                               | Frankenschleife                                               |
| Bahnhof (Strecke außer Betrieb) | 20,1                 | Eixendorf                                                     | Eixendorf                                                     |
| Bahnhof (Strecke außer Betrieb) | 21,9                 | Seebarn (Oberpf)                                              | Seebarn (Oberpf)                                              |
| Bahnhof (Strecke außer Betrieb) | 24,8                 | Hillstett                                                     | Hillstett                                                     |
| Kopfbahnhof Streckenende (Strecke außer Betrieb) | 28,5                 | Rötz                                                          | Rötz                                                          |

Die Bahnstrecke Bodenwöhr Nord–Rötz war eine Nebenbahn in Bayern. Sie verlief in der Oberpfalz von Bodenwöhr über Neunburg vorm Wald nach Rötz.

## Geschichte
Am 3. August 1896 eröffneten die Bayerischen Staats-Eisenbahnen eine elf Kilometer lange normalspurige Strecke, die an der Station Bodenwöhr Bahnhof im Ortsteil Bodenwöhr-Blechhammer von der Bahnstrecke Schwandorf–Furth im Wald nach Neunburg vorm Wald, damals Sitz eines Bezirksamtes, abzweigte.
Am 7. August 1915 wurde die Strecke bis Rötz, damals im  Bezirksamt Waldmünchen, verlängert. Dabei wurde der Bahnhof in Neunburger verlegt. Die Streckenverlängerung hatte eine Verschlechterung des Betriebsergebnisses zur Folge.
Nachdem der unter „Streng vertraulich“ entworfene 3-Stufen-Plan der Deutschen Bundesbahn zu Streckenstilllegungen bekannt geworden war, traten 1965 Bürgermeister und Stadtrat von Rötz aus Protest gegen die geplante Stilllegung dieser Strecke im Zonenrandgebiet zurück, „um auf das rücksichtslose Verhalten der Bundesbahn und der Bundesregierung aufmerksam zu machen“.
Das Fahrplanangebot war stark ausgedünnt worden – werktags fuhren nur noch zwei Personenzüge bis Neunburg vorm Wald und einer bis Rötz – endete am 13. Dezember 1969 der planmäßige Personenverkehr. Der Güterverkehr zwischen Neunburg und Rötz wurde gleichzeitig eingestellt und nach Abbau der Gleise der erste bundesdeutsche Bahntrassenradwege von Neunburg bis zur Staumauer angelegt. Nach 1999 wurde der Bahntrassenweg von Neunburg nach Bodenwöhr gebaut.
Am 1. März 1995 genehmigte das Eisenbahn-Bundesamt die dauernde Einstellung des Betriebes zwischen Bodenwöhr Nord (ausschließlich) und Neunburg vorm Wald. Die DB kündigte an, diesen zum 30. April 1995 durchzuführen.
Nur noch einzelne Ausflugs-Sonderzüge fuhren im Rahmen des DB-Angebotes „Fahrt ins Blaue“ bis Neunburg. Nachteilig für einen wirtschaftlichen Betrieb der Strecke waren u. a. die Distanz einzelner Bahnstationen zu abseits gelegenen Orten, die kurvenreiche Streckenführung im Tal und der Bau der Talsperre Eixendorf, durch die ein erheblicher Teil der Bahntrasse überstaut wurde.
Das Jahresgüteraufkommen ging von circa 18.000 Tonnen in den 1970er Jahren auf unter 7.500 Tonnen in den 1980er Jahren zurück. Auch wurden die Bahnverladungen für die in Neunburg v. Wald stationierten Truppenteile zum Bahnhof Bodenwöhr Bahnhof verlagert. 1993 wurden nur noch ca. 3000 Tonnen und 1994 weniger als 2000 Tonnen transportiert. Der Güterverkehr wurde am 15. Oktober 1994 eingestellt, eine letzte Zugfahrt fand noch zwei Tage später statt. 1998/99 wurde die Strecke abgebaut.
Eine Dampflok befindet sich auf dem Bahnhofsgelände von Hillstett (Oberpfälzer Handwerksmuseum).